# ایرما پاتکوس
ایرما پاتکوس (مجاری: Irma Patkós؛ ۸ مارس ۱۹۰۰ – ۲۴ اکتبر ۱۹۹۶) بازیگر اهل مجارستان بود.
از فیلم‌ها یا مجموعه‌های تلویزیونی که وی در آن‌ها نقش داشته است می‌توان به یک نقش عجیب اشاره نمود.